# Limenitis utina
Limenitis utina är en fjärilsart som beskrevs av Hall 1938. Limenitis utina ingår i släktet Limenitis och familjen praktfjärilar. Inga underarter finns listade i Catalogue of Life.